# Muttland

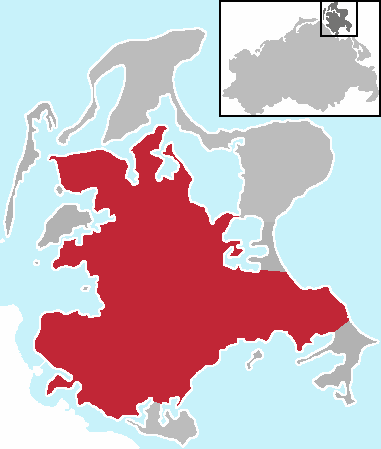
Das Muttland von Rügen

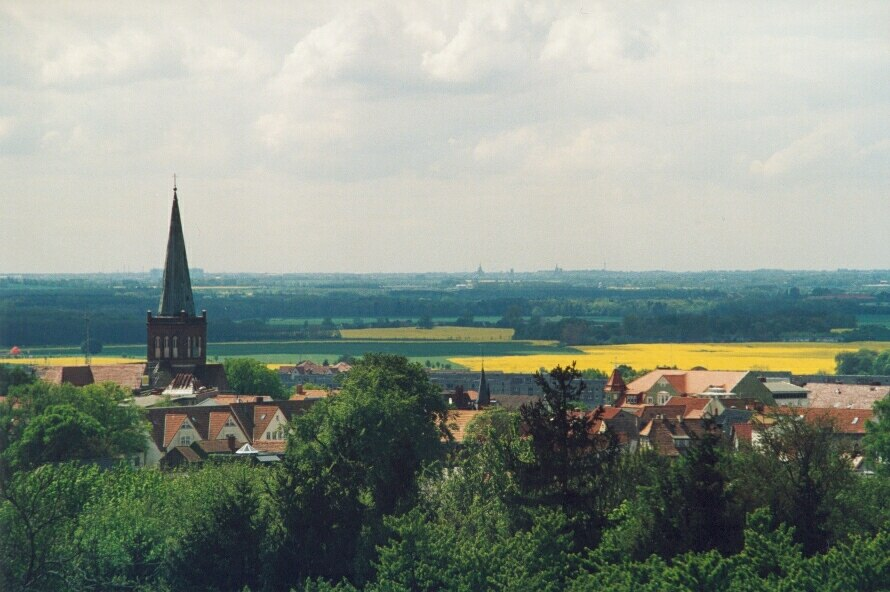
Rundblick vom Rugardturm (Bergen) Richtung Südwesten

Das Muttland ist der zentrale und mit ca. 650 km² flächengrößte Teil der Insel Rügen. Es wird im Süden begrenzt durch den Strelasund und den Greifswalder Bodden. Im Nordosten schließt die Halbinsel Jasmund über die Schmale Heide an, im Südosten das Mönchgut und die Halbinsel Zudar im Süden. Im Westen grenzt das Muttland an die Westrügener Bodden und im Norden an die Nordrügener Bodden. Kennzeichnend für das Muttland ist die ebene bis flachwellige Grundmoränenlandschaft, welche noch den Charakter des nordostmecklenburgischen Flachlands trägt. So erfährt das Gebiet durch zahlreiche abflusslose Senken und Niederungen sowie einige kleinere Bäche eine gewisse Gliederung. Die Moränenlandschaft flacht nach Norden immer weiter ab und erreicht bis zum Höhenzug vor dem Großen Jasmunder Bodden kaum noch 20 Meter. Der Übergang zu den umliegenden Boddenküsten ist meist fließend. Geprägt wird das Muttland durch große Ackerflächen, die nur vereinzelt von Baum- und Heckenstrukturen aufgelockert werden. Dazwischen liegen zahlreiche Sölle und einige kleine Seen, wie der Kniepower See und der Nonnensee. Nur einige Hügel und Rücken, die mit Laub- und Mischwald bestanden sind, überragen die flache Ebene. Zu deren höchsten Punkten zählen der Rugard (118 m ü. NN) bei Bergen, der 107 m ü. NN hohe Tempelberg in der Granitz, der Hoch Hilgor (44 m) bei Neuenkirchen und die Banzelvitzer Berge (45 m) bei Rappin, die zu einer im Nordteil aufragenden Stauchendmoräne gehören.
Der vorherrschende Nutzungstyp, der fast den gesamten Bereich einnimmt, ist der Ackerbau. Grünlandnutzung ist nur in ganz geringem Ausmaße anzutreffen. Von naturschutzfachlicher Bedeutung sind einige größere Flächen im Süden, welche als Rastgebiet für Zugvögel von nationaler und internationaler Bedeutung ausgewiesen sind. Die drei Städte auf dem Muttland sind Bergen auf Rügen, Garz/Rügen und Putbus.